# Przełączka ku Palcu
Przełączka ku Palcu (słow. Štrbina pred Palcom) – przełączka w grani Pośredniego Wierszyka w słowackiej części Tatr Wysokich. Znajduje się pomiędzy Wyżnim Pośrednim Wierszykiem na południowym zachodzie a turnią Palec, na wysokości około 2210 m. Po drugiej stronie tej turni jest Przełączka pod Palcem oddzielająca go od  Małego Koprowego Wierchu na południowym zachodzie. Przy przejściu granią turnię Palec można łatwo obejść po obydwu stronach grani. 
Nazwy obiektów w Pośrednim Wierszyku po raz pierwszy opublikował Andrzej Skłodowski w numerze 1 czasopisma Taternik. Nie podał nazwy Przełączki ku Palcu, występuje ona jednak w Czterojęzycznym słowniku nazw geograficznych Tatr.
Obydwie przełączki przy Palcu są w widoku od północy najwybitniejszym z wszystkich wcięć w Pośrednim Wierszyku. W kierunku Doliny Piarżystej opadają z nich rynny, wkrótce pod granią łączące się w duży Żleb ku Palcu. Uchodzi on do sporej zatoki wcinającej się w północną ścianę Pośredniego Wierszyka. Do tej samej zatoki uchodzi żleb z prawej strony ściany Małego Koprowego Wierchu. Zsypujący się nimi materiał skalny tworzy wielki stożek piargowy znajdujący się bezpośrednio nad skalnym progiem Doliny Piarżystej. Na południowy zachód, do dna Doliny Hlińskiej, z Przełączki pod Palcem również opada żleb. Ma wylot na wysokości około 1900 m, nieco powyżej najwyżej położonej kępy kosodrzewiny. Najniższa jego część jest głęboko wcięta, lita i wygładzona. Około 80 m powyżej wylotu koryto żlebu zablokowane jest olbrzymim głazem. Można przejść przez okno skalne pod tym głazem, ale prawie zawsze wiąże się to z prysznicem wodnym. Zimą dolne progi są zawalone śniegiem i wówczas wyjście tym żlebem na grań Pośredniego Wierszyka jest łatwiejsze.
Pośredni Wierszyk jest wyłączony z ruchu turystycznego, mogą na nim natomiast uprawiać wspinaczkę taternicy. Na Przełączkę pod Palcem są dwie drogi wspinaczkowe:
1. Granią od Koprowego Wierchu do Niżniej Przybylińskiej Przełęczy; 0+ w skali tatrzańskiej (z ominięciem Palca), czas przejścia 2 godz.
2. Z Doliny Hlińskiej, południowo-zachodnim żlebem; I, 1 godz.
3. Północnym żlebem; I, zimą umiarkowanie stromy śnieg, 1 godz., latem trudności nieznane[2].

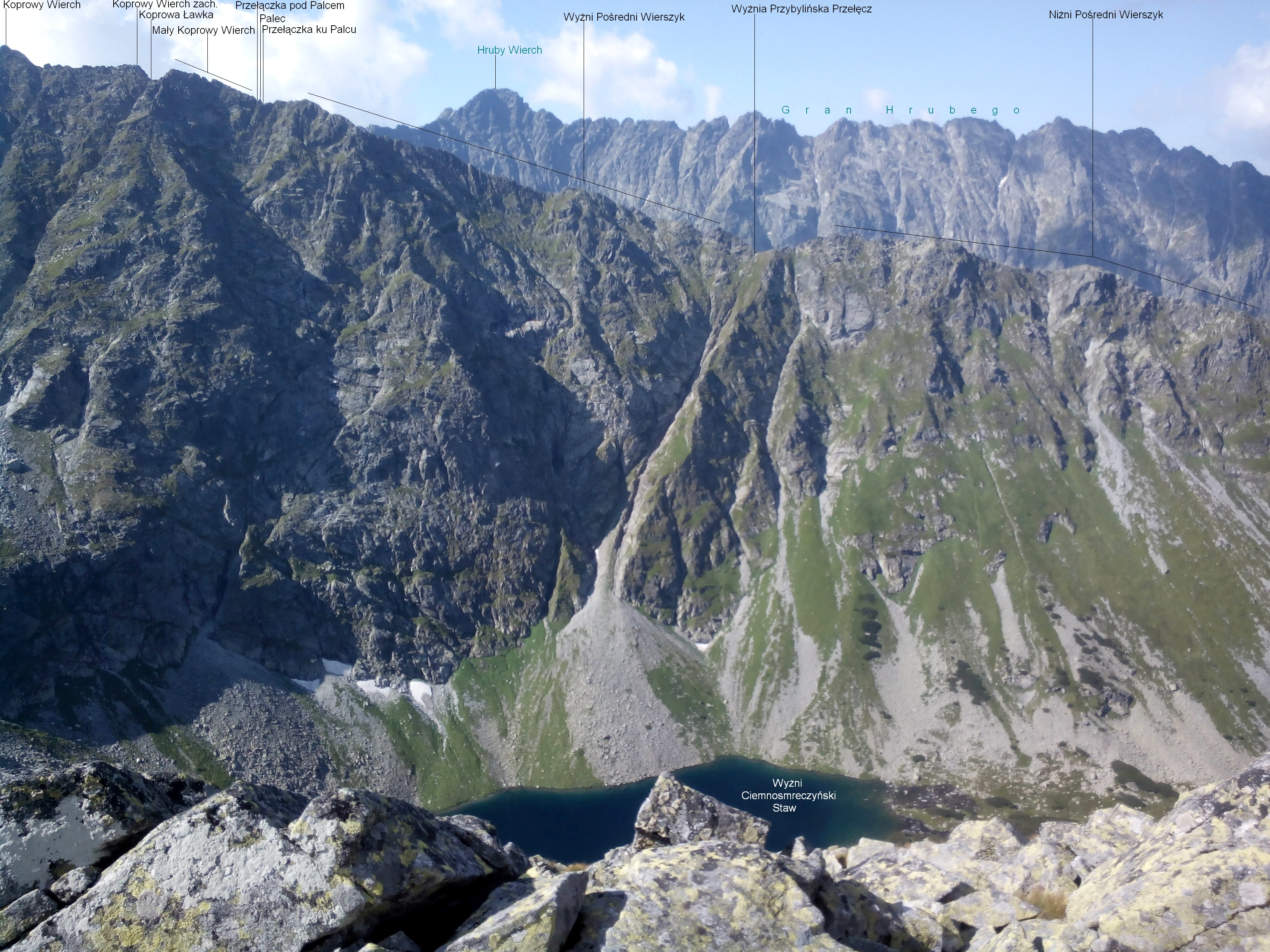
Widok z Liptowskich Murów